# Fuxing (socken i Kina, Heilongjiang)
Fuxing (kinesiska: 福兴, 福兴乡) är en socken i Kina. Den ligger i provinsen Heilongjiang, i den nordöstra delen av landet, omkring 80 kilometer väster om provinshuvudstaden Harbin.
Genomsnittlig årsnederbörd är 909 millimeter. Den regnigaste månaden är juli, med i genomsnitt 189 mm nederbörd, och den torraste är januari, med 5 mm nederbörd.